# Богатир (бронепалубний крейсер)
«Богатир» (рос. Богатырь) — бронепалубний крейсер, головний у своєму типі, Російського імператорського флоту. Призначався для виконання функцій крейсера-розвідника при ескадрі та спільних дій з міноносцями. Корабель відрізняла висока (для свого часу) швидкість ходу при оптимальному поєднанні наступальних та оборонних характеристик. На відміну від крейсера «Варяг» — головного корабля умовної серії, третина 152-мм гармат розташовувалася в баштах, а інші розміщені за бронещитами або в казематах. «Богатир» належав до класу найкращих представників середніх бронепалубних крейсерів російського імператорського флоту.
«Богатир» був закладений 21 грудня 1899 року на замовлення російського уряду в рамках нової суднобудівної програми 1898 року «для потреб Далекого Сходу» на верфі німецької компанії AG Vulcan Stettin у Штеттіні. 17 січня 1901 року він був спущений на воду, а 7 серпня 1902 року увійшов до складу ВМФ Російської імперії. На початок російсько-японської війни входив до складу Владивостоцького крейсерського загону, але участі в бойових діях не встигну взяти через морську аварію, тому усю війну «Богатир» простояв у ремонті. У Першій світовій війні діяв у складі сил Балтійського флоту, брав участь у рейдових і мінно-загороджувальних операціях на комунікаціях противника, прикривав мінні постановки флоту. Проданий на злам у 1922 році.

## Історія служби

### Служба на Далекому сході
11 листопада 1902 року після завершення випробувань, а також курсу бойової підготовки зі стрільбами «Богатир» повинен був у складі загону (ескадрені броненосці «Ретвізан», «Побєда» та крейсери «Діана», «Паллада», «Боярин») прямувати до Тихого океану.
Російсько-японську війну зустрів у складі Владивостоцького крейсерського загону, здійснив кілька бойових виходів, але в бойових діях не брав участі. 15 травня 1904 року крейсер наразився на камені мису Брюса в Амурській затоці, отримав серйозні пошкодження, насилу корабель вдалося врятувати і привести до Владивостока на ремонт. Всю російсько-японську війну «Богатир» простояв у ремонті.

### Перша світова війна

#### Кампанія 1914 року
13 (26) серпня 1914 німецькі крейсери «Аугсбург» і «Магдебург» у супроводі двох ескадрених міноносців V25, V26 і міноносця V18 здійснили спробу атакувати російський дозор у гирлі Фінської затоки. Однак, при проведенні маневру біля острова Оденсгольм крейсер «Магдебург» налетів на мілину. Спроба стягнути його з мілини за допомогою есмінця V26 не увінчалася успіхом, тому командир флотилії віддав наказ евакуювати екіпаж з постраждалого крейсера. Російські крейсери «Богатир» та «Паллада» виявили постраждалий німецький крейсер і обстріляли його. У стрілянині загинуло 15 німецьких матросів. Німці, не бажаючи віддавати свій корабель, підірвали крейсер, проте 57 моряків екіпажу, в тому числі його командир, були захоплені росіянами в полон. Водолази витягли два примірники сигнальної книги й шифрувальну таблицю, за допомогою якої на кайзерівському флоті кодувалися радіограми. Один екземпляр сигнальної книги й копію шифрувальної таблиці російське командування передало британцям. Захоплення цих документів значною мірою полегшило союзникам ведення радіорозвідки на морських театрах. Загибель «Магдебурга» та інші невдачі німецьких морських сил змусили німецьке командування тимчасово припинити активні дії на Балтійському морі.
З жовтня командування Балтійського флоту активізувало постановку мінних загороджень у південній частині моря, на маршрутах життєво важливих для Німеччини комунікації, за якими здійснювалося перевезення зі Швеції залізної руди. Крейсери «Рюрик», «Росія», «Адмірал Макаров», «Олег» та «Богатир», ескадрені міноносці, мінні загороджувачі «Амур» і «Єнісей», виставили 14 мінних загороджень (всього 1598 мін). У результаті на мінних полях німці втратили в 1914—1915 рр. панцерний крейсер «Фрідріх Карл», 4 тральщики, 2 або 3 сторожові кораблі і 14 пароплавів. Крім того, внаслідок підриву отримали пошкодження крейсери «Аугсбург» і «Газелле», 3 міноносці й 2 тральщики.

#### Кампанія 1915 року
1 липня 1915 року російські крейсери «Адмірал Макаров» (флагман), «Баян», «Олег», «Богатир», «Рюрик» та 8 есмінців під командуванням контрадмірала Бахірєва вийшли в море для обстрілу Мемеля. У той же день загін німецьких кораблів (крейсери «Роон», «Аугсбург» (флагман) і «Любек», мінний крейсер «Альбатрос», 7 міноносців) вийшов для постановки мін поблизу маяка Бокшер біля Або-Аландського району.
О 7:30 2 липня російські кораблі виявили біля острова Готланд «Аугсбург», «Альбатрос» і 3 есмінці й відкрили по них вогонь. У результаті морського бою, німецький крейсер «Аугсбург», користуючись перевагою у швидкості ходу, відірвався від переслідувачів, а «Альбатрос» потрапив під щільний артилерійський вогонь крейсерів «Богатир» та «Олег», і намагаючись сховатися у шведських територіальних водах, викинувся на берег біля острова Естергорн, де згодом був інтернований шведами.

#### Кампанія 1916 року
Кампанії 1916 року на Балтійському морі передувало тривале затишшя у воєнних діях. 26 травня (8 червня) «загін особливого призначення» під командуванням контрадмірала Трухачова П. Л., до якого входили крейсери «Рюрик», «Олег» та «Богатир» і 12 есмінців вийшли в район Ландсорт — Готланд — північний край острова Еланд, намагаючись перехопити німецький караван з великим вантажем залізної руди.
Але, в результаті морського бою російський флот не здобув визначеної цілі і відступив до своїх баз.

#### Кампанія 1918 року
У лютому 1918 року в Естонії виникла реальна загроза захоплення російських кораблів, що базувалися в Ревелі (Таллінні). Кораблі необхідно було терміново переводити в Кронштадт. З 12 по 17 березня був проведений другий етап евакуації Балтійського флоту до Петрограда і Кронштадта. Перший загін у складі лінкорів «Гангут», «Полтава», «Севастополь», «Петропавловськ», крейсерів «Адмірал Макаров», «Богатир», «Рюрик» у супроводі криголамів «Єрмак» і «Волинець» у сильні тумани, ламаючи суцільний лід, вийшов з Гельсінгфорса і незабаром дістався Кронштадта.